# Chalcides sexlineatus
Chalcides sexlineatus là một loài thằn lằn trong họ Scincidae. Loài này được Steindachner mô tả khoa học đầu tiên năm 1891.

## Hình ảnh

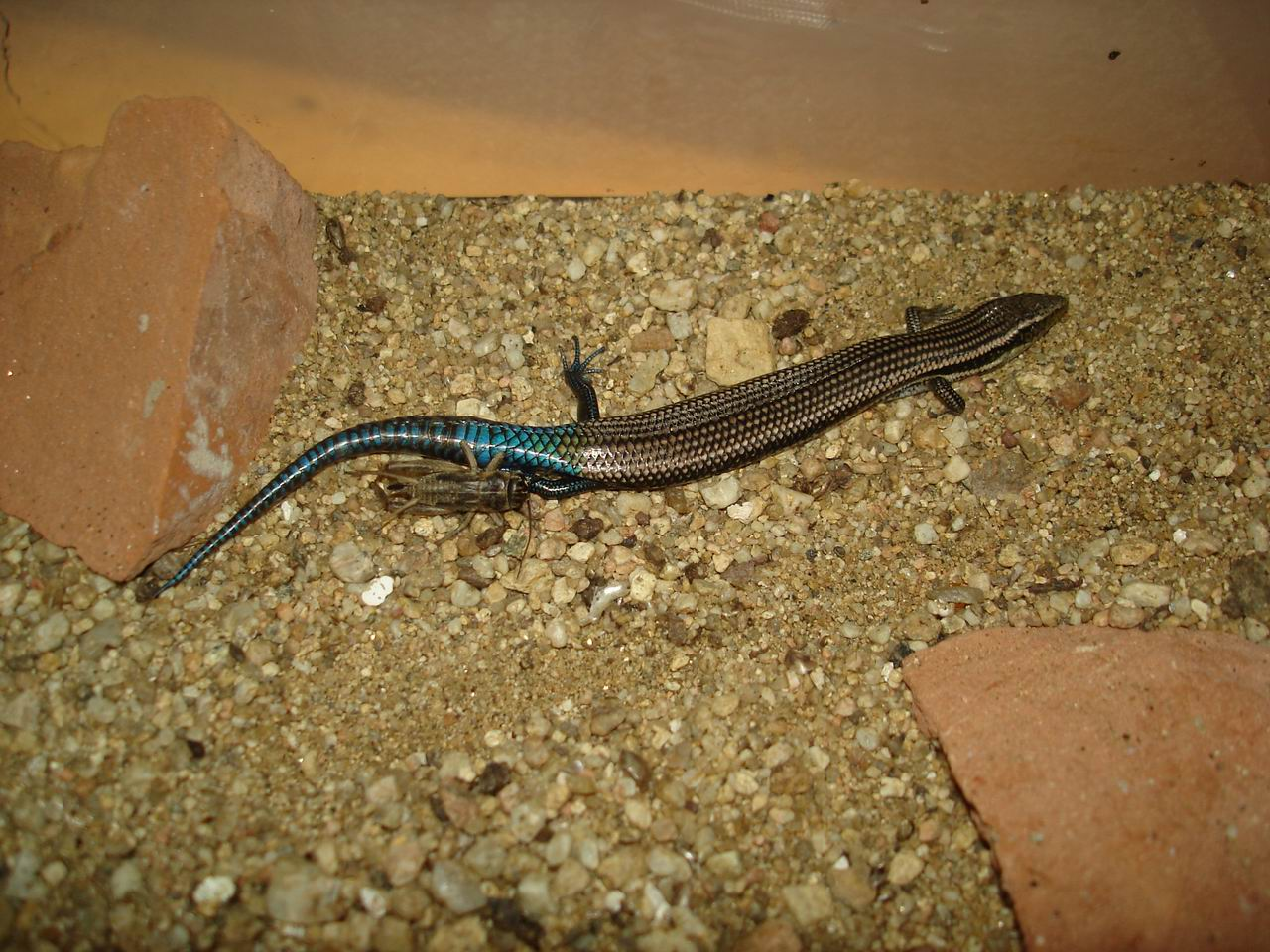
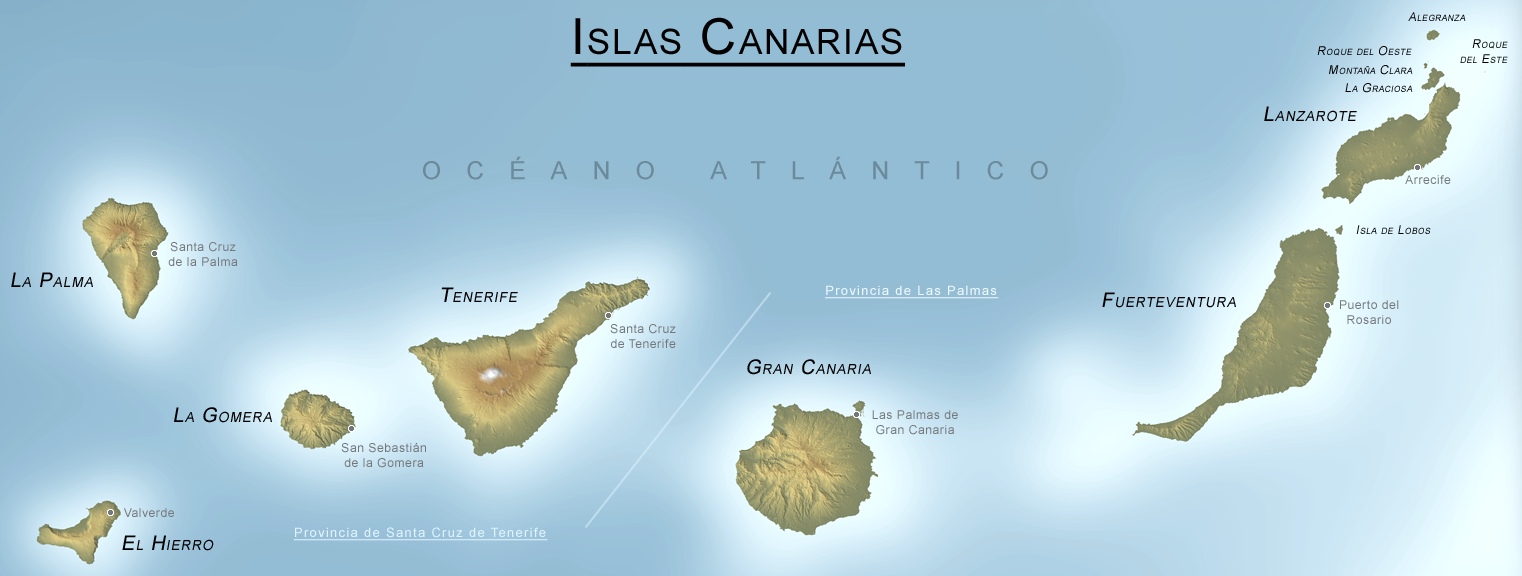
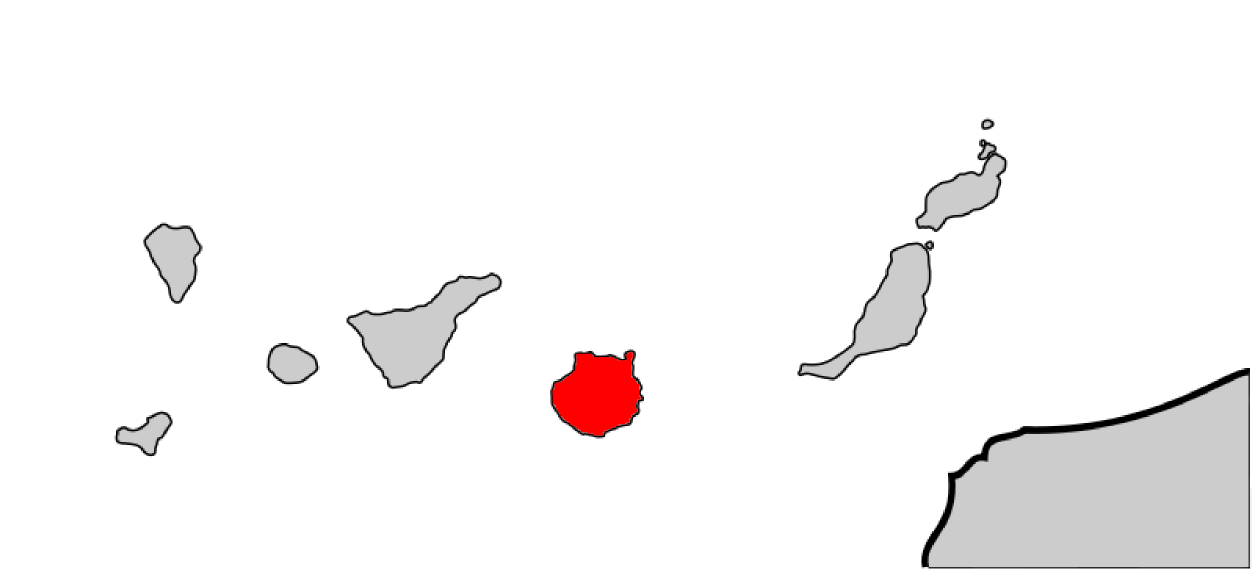
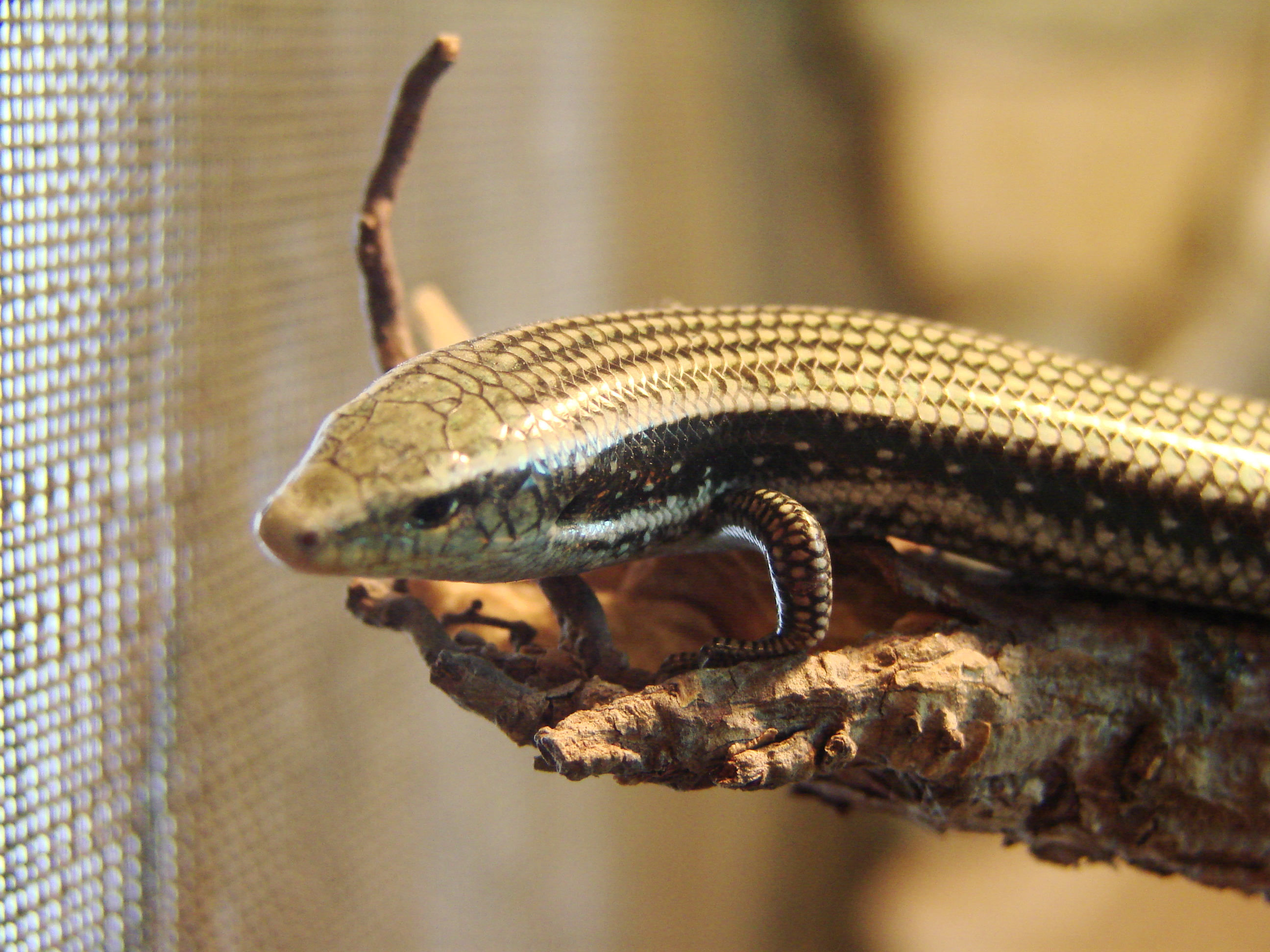